# پرتاو
پرتاو (به ایتالیایی: Predoi) یک کومونه در ایتالیا است که در تیرول جنوبی واقع شده‌است. پرتاو ۸۶٫۷ کیلومتر مربع مساحت و ۵۷۱ نفر جمعیت دارد و ۱٬۴۷۵ متر بالاتر از سطح دریا واقع شده‌است.